# 바자르 바자르구루예프
바자르 부다자포비치 바자르구루예프(키르기스어·러시아어: База́р Будажапович База́ргуруев, 1985년 1월 9일~)는 키르기스스탄의 레슬링 선수이다. 부랴트인 혈통으로 러시아에서 태어났으나 키르기스스탄 국가대표로 활동했다. 2008년 하계 올림픽에서 자유형 페더급 부문 5위를 기록했으나 2017년에 동메달리스트 바실 페도리신의 도핑이 적발되어 동메달을 승계받았다.

## 경력
1985년 당시 아긴스크부랴트 자치구의 첼루타이에서 태어났다. 1998년부터 레슬링을 시작했으며 아긴스코예와 울란우데에서 레슬링 훈련을 받았다. 2004년 러시아 유소년 국가대표로 발탁되었고 그 해 8월 리투아니아 빌뉴스에서 열린 2004년 유럽 유스 선수권 대회에서 4위에 올랐다.
이후 러시아 국가대표로 뽑히지 못하자 키르기스스탄으로 귀화하여 국가대표가 되었다. 그 후 2007년 5월 키르기스스탄의 비슈케크에서 열린 2007년 아시아 선수권 대회에서 일본의 오다타 신야를 꺾고 우승을 차지했다.
이듬해인 2008년 8월에는 중국 베이징에서 열린 2008년 하계 올림픽에 참가했으며 5위에 올랐다.
2017년 4월 5일 국제 올림픽 위원회(IOC)의 결정에 따라 동메달을 획득한 우크라이나의 레슬링 선수 바실 페도리신은 반도핑 규정을 위반하여 올림픽 은메달을 박탈당했다. 이로 인해 바자르구루예프가 해당 종목 동메달을 승계받았다. 